# Isertia coccinea
Isertia coccinea är en måreväxtart som först beskrevs av Jean Baptiste Christophe Fusée Aublet, och fick sitt nu gällande namn av Johann Friedrich Gmelin. Isertia coccinea ingår i släktet Isertia och familjen måreväxter. Inga underarter finns listade i Catalogue of Life.